# Thursania decocta
Thursania decocta är en fjärilsart som beskrevs av William Schaus 1913. Thursania decocta ingår i släktet Thursania och familjen nattflyn. Inga underarter finns listade i Catalogue of Life.